# Port au Port East
Port au Port East é uma cidade localizada na província de Terra Nova e Labrador.
Tem uma população de 608 habitantes de acordo com o censo canadense de 2006.